# Viejo Logan
Viejo Logan (originalmente en inglés: Old Man Logan) es una versión alternativa del personaje de Marvel Comics, Wolverine. Creado por el escritor Mark Millar y el artista Steve McNiven, se trata de una versión envejecida de Wolverine perteneciente a un distópico universo alternativo en el cual los supervillanos derrocaron a los superhéroes. El personaje fue introducido en un arco argumental independiente dentro de la serie regular de Wolverine, en el que un Viejo Logan (proveniente de la Tierra 21923) es invitado a unirse a los X-Men después de que X-23 tomara el manto superheróico de su padre tras los eventos de La muerte de Wolverine. Las posteriores apariciones del personaje tendrían como protagonista definitivo a una versión del Viejo Logan perteneciente a la denominada Tierra-807128.
Viejo Logan fue una inspiración principal para la película Logan de 2017, protagonizada por Hugh Jackman como el personaje principal y luego hizo un cameo como Viejo Logan en la película de 2024 Deadpool & Wolverine.

## Historial de publicaciones
Viejo Logan debutó como personaje en Cuatro Fantásticos (vol. 1) #558, donde se mostró a una versión avejentada de Wolverine y a un Bruce Banner Jr. adulto. La historia Wolverine: el Viejo Logan se publicó a partir de junio de 2008 como un arco argumental de ocho números en la serie regular de Wolverine (entre los números #66 y #72) a manos del escritor Mark Millar y el artista Steve McNiven.
Una serie en solitario del personaje hizo su debut durante los eventos de Secret Wars en 2015, escrita por Brian Michael Bendis con el arte de Andrea Sorrentino. Esta historia continúa en una serie en curso con el mismo nombre a partir de enero de 2016, escrita por Jeff Lemire con Sorrentino regresando como artista.

## Biografía del personaje ficticio

### Historia original
Los Estados Unidos de la Tierra-807128 han sido conquistados y divididos entre supervillanos, con territorios pertenecientes a Abominación (más tarde conquistada por Hulk), Magneto (más tarde conquistada por un nuevo Kingpin), Doctor Doom y Red Skull, que se ha nombrado a sí mismo Presidente. Los superhéroes han sido eliminados de la existencia, con los pocos sobrevivientes escondidos. Logan vive con su esposa Maureen y los niños pequeños Scotty y Jade en un terreno baldío en Sacramento, California, ahora parte del territorio conocido como Hulkland. Necesitando dinero para pagar el alquiler a sus propietarios Hulk Gang (los nietos incestuosos hillbilly de Hulk y su prima hermana She-Hulk), Logan acepta un trabajo de un Hawkeye ahora ciego para ayudarlo a viajar al este a la capital de Nueva Babilonia y entregar un paquete secreto (que Logan supone que son drogas).
Logan y Hawkeye encuentran varias diversiones en su viaje. Rescatan a la hija de Hawkeye, Ashley Barton (que parece ser una aspirante a Spider-Girl), de las garras del nuevo Kingpin. Ella asesina a Kingpin y revela su intención de apoderarse de su territorio de Hammer Falls (anteriormente Las Vegas).
Se escapan de un grupo de subterráneos que están destruyendo ciudades al hundirlas debajo de la superficie. Luego son perseguidos por un dinosaurio infundido el Simbionte Venom (importado de la Tierra Salvaje), pero son rescatados y teletransportados por la Reina Blanca y Black Bolt.
A lo largo de la historia, se reitera que la persona de "Wolverine" murió el día que los villanos atacaron y que desde entonces, Logan se ha negado a usar sus garras. (Sin embargo, en Old Man Logan # 14 (2016) Logan usó sus garras una vez después de este evento, aunque sea brevemente, para destruir el liderazgo de la Orden Silenciosa). Los Flashbacks revelan que en la noche del ataque sucedió, un grupo de 40 supervillanos atacó la Mansión X. Incapaz de localizar a sus compañeros de equipo, Logan masacró a los atacantes para garantizar la seguridad de los niños mutantes. Cuando el último "atacante" Bullseye fue asesinado, Logan se dio cuenta de que todo el asalto era una ilusión creada por Mysterio y sus enemigos percibidos eran en realidad sus compañeros X-Men. Esto destruyó a Wolverine emocional y mentalmente, y huyó de la mansión y se fue a la vía del tren en estado de shock y vergüenza. Aunque realizó un intento de suicidio posterior al permitir que un tren de carga lo atropellara, Logan no pudo suicidarse, pero efectivamente mató a "Wolverine".
Cuando llegan a la capital, Hawkeye entrega su paquete a un grupo de resistencia clandestino con la esperanza de comenzar un nuevo equipo como los Vengadores. El paquete contiene el Suero del Super Soldado, suficiente para formar un ejército, pero los clientes de Hawkeye se exponen como agentes secretos de S.H.I.E.L.D. Disparan y matan a Logan y Hawkeye. El cuerpo de Logan se cura, y se despierta en la sala de trofeos de Red Skull entre los armamentos y los trajes de los superhéroes caídos. Sin usar sus garras, mata a los hombres de Red Skull e involucra a Red Skull, finalmente lo decapita con el escudo del Capitán América. Agarra una cartera de dinero (su recompensa prevista para la entrega) y usa piezas de La armadura de Iron Man para volar de vuelta a casa.
Al llegar, Logan descubre que, en su ausencia, Hulk Gang asesinó a su familia y dejó los cuerpos desenterrados. Esto hace que Logan finalmente suelte sus garras. Busca y mata a los nietos de Hulk Beau, Bobbie-Jo, Charlie, Elrod, Eustace, Luke, Otis, Rufus y Woody antes de encontrarse con el viejo Banner, que muestra una fuerza monstruosa incluso en su forma humana. Se da a entender que la intoxicación gamma en su cuerpo había empezado a deteriorar su cordura en su vejez. Banner revela que, aunque el asesinato de la familia de Logan tenía la intención de ser un mensaje para los demás, realmente quería que Logan se enojara lo suficiente como para pelear con él porque se había aburrido de ser un "propietario de villano estupendo" como los demás. En su forma Hulk, Banner es enorme, más grande de lo que Hulk alguna vez ha sido mostrado, y fácilmente derrota a Logan y luego lo consume. Logan se recupera dentro del estómago de Banner y estalla, matando a Hulk. Después, descubre un bebé Hulk llamado Bruce Banner, Jr. Un mes más tarde, Logan y sus vecinos tienen un pequeño monumento conmemorativo para la familia de Logan. Sin nada de su antiguo hogar, Logan dice que planea derrotar a todos los nuevos villanos del mundo y traer la paz a la tierra, con él y Bruce Banner, Jr. siendo los primeros miembros de un nuevo grupo de superhéroes, antes de irse al atardecer.

### Secret Wars (2015)
Cuando se destruyó el Multiverso y se creó Battleworld, una versión diferente de otro universo de "Viejo Logan" renace en el dominio Battleworld llamado Wastelands, una recreación de su realidad nativa con sus recuerdos intactos, aunque no lo hace, saber cómo llegó a Battleworld. Después de haber declarado que su mundo está en orden, Logan interrumpe un juego de póquer entre Gladiador y sus Demonios Voladores, y termina su anillo de tráfico de humanos matándolos, liberando a los encarcelados. Mientras regresa para encontrarse con Danielle Cage, Logan es testigo de la cabeza de un Centinela de Ultron en caer desde arriba, deseando investigar más a fondo, lo trae junto con él a casa, donde Bruce Jr. y Danielle también residen. Después de explicar este nuevo desarrollo, investiga los orígenes de la cabeza. Visita Hammer Falls y se encuentra con la moribunda Emma Frost, y se entera de que la cabeza es de más allá de Wastelands, por lo que comienza a viajar más allá de sus dominios.
Cuando Logan traspasa sus fronteras, es abordado por un Thor no identificado del Cuerpo de Thor. Ella ataca a Logan con un rayo por romper las leyes del Doctor Doom, cayendo en el Dominio del Apocalipsis en el proceso. Ya curado de las quemaduras causadas por el ataque del Thor, Logan es atacado por Creed (que es uno de los Jinetes del Apocalipsis) y sus soldados, pero Logan es rescatado por los X-Men y llevado a su escondite, donde son atacados por Apocalipsis y sus otros jinetes.
La batalla que sigue es intervenida por el Thor que atacó a Logan antes, y como ella discute con Apocalipsis, Logan huye y se esconde. El Thor entonces exige saber hacia dónde había huido, pero nadie responde. Enojado, ataca a los X-Men y los Jinetes con un rayo y luego busca a Logan a través del dominio. Cuando está cerca de las paredes del dominio, Logan lo sube y la ataca por la espalda. Enfurecido, el Thor lo ataca con otro rayo y lo deja caer en el dominio vecino de Technopolis, mientras es atacada por Soldados Infinitos de Apocalipsis. Logan es llevado a la Torre Stark por Baron Stark y Grand Marshal Rhodes, el Thor de ese dominio. Después de curarse de sus heridas, Logan se despierta solo para encontrarse en un dominio totalmente diferente al que él tenía. Él termina luchando contra Rhodes pero es derrotado y enviado a Deadlands como castigo por romper las leyes de Doom.
Debido a su factor de curación, Logan tiene éxito en luchar a través de hordas de zombis en Deadlands. Él se refugia dentro de una cueva donde encuentra a una She-Hulk no infectada que ha estado allí por un largo tiempo. Él trata de convencerla de que lo expulse de Deadlands cuando los zombis los encuentren. En un intento desesperado por salvar la vida de Logan, She-Hulk lo agarra y salta lo más alto que puede para expulsarlo de Deadlands como él había sugerido, sacrificando finalmente su propia vida para hacerlo. Luego, Logan se encuentra en el dominio del Battleworld llamado Reino de Manhattan.
Mientras vagabundea por la ciudad que no ha visto en años, Logan conoce a Jean Grey y Emma Frost de este dominio. Lo llevan a conocer al resto de los X-Men, así como a "su" hijo Jimmy Hudson. Logan más tarde lidera la población de superhéroes del Reino de Manhattan en una rebelión contra el Dios Emperador Doom. Posteriormente, Logan se encuentra en un mundo nuevo.

### All-New All-Different Marvel
Logan despierta en la Tierra-616 en la ciudad de Nueva York. No está seguro de cómo ha sido reubicado, pero sabe que él está en el pasado. Él decide prevenir su futuro posapocalíptico. Su primer objetivo es un villano menor, Black Butcher, que en su futuro robó la gorra de béisbol de Scotty Logan. Logan lo mata fácilmente.
Logan usa el taller de Black Butcher para prepararse. Él oye en la radio que Hulk está en Manhattan. Logan se enfrenta a Hulk y después de una breve pelea, descubre que Hulk en cuestión es en realidad, Amadeus Cho y no Bruce Banner. Después de evadir a la policía, Logan va al departamento de Hawkeye en Brooklyn para pedirle ayuda, pero él encuentra a Kate Bishop.
Él explica su situación y se deja caer exhausto en el sofá de Hawkeye, despertando 33 horas después. Sabiendo que Logan está buscando a Mysterio, Kate accede al último paradero conocido del villano en la base de datos de S.H.I.E.L.D. Ella exige unirse a Logan en su búsqueda. Cuando llegan, encuentran a un hombre, Eddie y su pareja no identificada allí. Logan los ataca de inmediato, cortando la mano de un hombre a pesar de que niegan que supieran quién es Mysterio. Una horrorizada Kate intenta detenerlo, pero Logan la neutraliza rápidamente mientras los dos hombres escapan. Logan los persigue, pero es detenido por la llegada del Comandante Steve Rogers.
Después de ganarse la confianza de Logan y llevarlo a Alberta, Canadá, Rogers le asegura a Logan que este no es su pasado al mostrarle el cadáver cubierto de adamantium de su yo más joven. La vista le recuerda a Logan disfrutar de la vida, en lugar de pensar en sus fantasmas del pasado. Aunque le cuenta a Rogers lo que había experimentado en su línea de tiempo, Logan rechaza la oferta de ayuda de Rogers.
Logan aparece más tarde en Extraordinary X-Men donde decide permanecer bajo el radar, creyendo que su destino era matar a los X-Men y decidió intentar cualquier cosa para evitarlo. También se compromete a eliminar a aquellos que orquestrarían el levantamiento de los villanos. Logan capta la atención de los X-Men cuando se enfrenta a Cerebra. Los X-Men creen que Logan será su último Wolverine. Tormenta quiere que Logan se reincorpore al equipo, pero él declina. El tiempo desplazado Jean Grey del pasado convence a Logan para cambiar de opinión y le promete que no matará a los X-Men de nuevo.
Después de tomarse un permiso momentáneo, Logan decide dirigirse a la antigua instalación de Arma X donde se encontró inicialmente con Maureen. Él la encuentra, pero ella todavía es una niña. Los Reavers llegan a Killhorn Falls con Lady Deathstrike e intentan perseguir a Logan. Cuando Logan busca el perro perdido de Maureen, descubre su cadáver que fue asesinado por los Reavers. Mientras los Reavers masacran la ciudad, Logan los mata a todos y enfrenta a Lady Deathstrike antes de salvar a Maureen. Él es herido varias veces, pero Logan derrota a Deathstrike. Cuando se va, cojeando, Logan cae inconsciente. Al darse cuenta de que no pudo proteger a Maureen del caos, Logan decide perseguir a Lady Deathstrike.
Logan regresa a X-Haven donde tiene una pesadilla sobre el levantamiento de los villanos que alerta rápidamente a Jean. Para calmar a Logan, Jean asiste a los viajes de Logan a Manhattan, donde en su línea de tiempo, Daredevil, She-Hulk y Caballero Luna habían sido asesinados por Encantadora y Electro. Mientras Punisher logró matar a Electro, fue apuñalado por Kraven el Cazador. Cerebra luego teletransporta a Logan y Jean a Connecticut, donde Pym Falls se establecería en la línea de tiempo de Logan. Es aquí donde Crossbones y el resto de los villanos con él mataron a Wonder Manantes Crossbones fue pisoteado por Giant-Man, que también aplasta a Buitre con su mano. Cuando Avispa fue asesinada después de derribar a Hobgoblin, Giant-Man fue devorado por los Subterráneos que emergieron del suelo cuando Avalancha sacudió el área alrededor de Giant-Man. Una vez más, no asegurado, Jean y Cerebra se teletransportan a Logan al condado de Westchester, Nueva York, donde Mysterio engañó a Logan para matar a los X-Men. Mientras Jean logra asegurarle a Logan que no haya invasión, lleva a Logan a Madripoor donde es recibido por Puck, Hawkeye, Steve Rogers y Júbilo. Logan se da cuenta de que, si llega el momento del levantamiento de los villanos, no tendrá que enfrentarlo solo.
Logan va a un bar en Tokio como Patch, donde conoce a Eito, un criminal menor. Logan intenta sobornarlo para obtener información sobre el paradero de Lady Deathstrike, pero la reunión resulta ser una artimaña. Es acribillado por los secuaces de Eito, pero él los sana y luego los mata a todos. Antes de matar a Eito, Logan lo interroga y descubre que Lady Deathstrike se encuentra en una aldea remota. Logan viaja allí, notando que es donde él y Maureen intentaron encontrar refugio en su pasado. El pueblo aparentemente está abandonado, pero encuentra a Yuriko encadenado a una pared, rogando por su ayuda. Luego es emboscado por un clan ninja, el orden silencioso. Cuatro días después, despierta en un pozo e intenta salir, pero Sohei, el líder de la Orden, lo derriba. Una vez Logan tiene éxito en salir del pozo, ve que está en un templo y Lady Deathstrike está en una jaula. Él es atacado por Sohei y el resto de la Orden Silenciosa. Logan está abrumado por la horda de ninjas, por lo que no tiene más remedio que liberar a Lady Deathstrike. Después de que Logan y Yuriko logran matar a todos los ninjas, ella trata de matar a Sohei pero es abatida por él, lo que la hace tropezar nuevamente en el pozo. Así como Logan intenta confrontar a Sohei, él está telequinéticamente agredido por su ejecutor involuntario, un niño mutante llamado el Monje Silencioso, cuyo yo mayor Logan había matado en su línea de tiempo. El Monje ha tenido una visión de su muerte e intenta matar a Logan arrojándolo al pozo una y otra vez. Lady Deathstrike arroja una flecha en el muslo del Silent Monk, lo que lo hace caer. Logan luego amenaza con matar al joven mutante a menos que Sohei lo libere a él y a Yuriko. Sohei llama faro de Logan, pero sabe que Yuriko está más que dispuesta a asesinar a un niño indefenso. Sohei acepta sus demandas justo cuando el Monje silencioso recupera la conciencia y ataca. El Monje se transforma en una criatura gigante mientras sus poderes se vuelven salvajes. Logan convence al niño para que lea su mente, asegurando al Monje que el futuro de Logan nunca se hará realidad. El joven se da cuenta de que Sohei lo ha estado manipulando y sometiendo a Sohei y a los ninjas restantes de la orden silenciosa. Logan ofrece llevar al Monje Silencioso a X-Haven a lo que él acepta.
Un día en X-Haven, Cerebra se acerca a Logan, quien le informa sobre la desaparición de Júbilo. Logan comienza su búsqueda yendo al apartamento de Júbilo, solo para encontrar a su pequeño hijo, Shogo, solo. Logan deja al bebé bajo la tutela de Cerebra antes de decirle que lo teletransporte a donde sea que Júbilo fue localizada por última vez, que es Rumania. Poco después de llegar, Logan encuentra a los Comandos Aulladores que lo confunden con un vampiro y lo atacan. Después de que se borra el malentendido, su líder Warwolf informa a Logan de su guerra con Drácula. Drácula ha estado llamando psíquicamente a todos los vampiros a su castillo, lo que Logan deduce debe incluir a Júbilo. Los Comandos atacan el castillo de Drácula mientras Logan se cuela pero son dominados por su ejército, liderado por Vampiro por la Noche, que está bajo el control de Drácula. Logan encuentra a Júbilo quien, también bajo el control de Drácula, le ruega que la salve. Justo cuando baja la guardia, Drácula ataca a Logan por la espalda, mordiéndolo. Logan lucha contra Drácula porque su factor de curación lucha contra el vampirismo. El Rey Vampiro fácilmente vence al debilitado Logan, que luego se desmaya. Logan se despierta en la mazmorra, junto con los Comandos Aulladores. Cuando Drácula los provoca, Júbilo comienza a resistirse a su control. Logan la anima a luchar justo antes de Hombre Cosa y Orrgo de irrumpir para liberar a todos. Drácula amenaza con matar a Júbilo, cuando Logan se le acerca. Ahora libre de su control, Júbilo arroja a Drácula hacia Logan, quien luego lo empala. Después de una breve escaramuza, Orrgo agarra a Drácula y lo expone al sol. Logan luego decapita a Drácula, liberando a sus esclavos. Logan le ordena a Cerebra que arroje la cabeza de Drácula al sol para evitar o, al menos, retrasar su resurrección. Más tarde, Logan pasa tiempo con Júbilo y Shogo durante la cena.
Logan despierta en un desierto, su memoria confusa. Logan se da cuenta de que de alguna manera está de vuelta en Wasteland ya que es atacado por el Venom T-Rex. Después de matar a la bestia, Logan vuelve sobre sus pasos y recuerda haber recibido una llamada de socorro de Puck, que él y el resto de Alpha Flight quedaron atrapados en una estación espacial abandonada que anteriormente pertenecía a Reed Richards. Después de ir al espacio y entrar a dicha estación espacial a través de X-Shuttle, Logan lo encontró infestado con Brood. Se las arregló para matar a los drones Brood que lo atacaron y procedió a buscar Alpha Flight solo para encontrar la mayoría de ellos envueltos en capullos. Logan fue atacado por Sasquatch y Abigail Brand, que se había convertido en drones Brood. Fue salvado por Puck en el último minuto y los dos escaparon a través de un respiradero. Después de encontrar un lugar seguro para reagruparse, el casco se abrió, lo que provocó que Logan fuera arrastrado al espacio. Logan recuperó la conciencia a bordo del Alpha Flight Squadron Jet, pilotado por Puck, que lo había salvado. Los dos luego volvieron a la estación. Logan y Puck fueron descubiertos por la progenie, lo que los obligó a luchar. Brood desapareció inexplicablemente. Logan regresa a su antigua casa en busca de Dani Cage y Bruce Banner Jr. solo para encontrarlo aparentemente abandonado. Logan luego oye un ruido y encuentra a Dani atado y amordazado en el armario. Ella le dice que Bruce ha sido secuestrado por Kang el Conquistador. Logan luego se dispone a perseguir a Kang y rescatar al bebé. La búsqueda de Logan lo lleva a las Cataratas del Niágara, donde es asaltado por unos matones y pateado por un acantilado. Logan recupera la conciencia y pronto se encuentra con un Puck histérico, rodeado por los cadáveres de Alpha Flight. Puck advierte a Logan sobre el "señor de la guerra de los yermos" justo antes de que Kang se revele a sí mismo. Kang dice haber tomado al bebé para evitar que el señor de la guerra llegue al poder, lo que confunde a Logan. Ellos son confrontados por Warlord, quien se revela como un Bruce Banner Jr. completamente desarrollado. Mientras Warlord vence a Logan, Puck lo insta a recordar lo que sucedió. Se revela que los X-Men vinieron a ayudar, pero fueron convertidos por Brood y que las experiencias de Logan en las Tierras Yermas fueron una ilusión creada por Jean Gray. Jean ataca telepáticamente a Logan forzándolo a revivir sus mayores crímenes y fracasos. Él resiste el ataque y mata al parásito que controla a Jean. Jean apaga la mente de colmena de Brood, liberando a todos de su control. A continuación, Logan decide regresar a Wastelands para salvar al bebé Bruce.
Logan busca ayuda de los principales expertos en viajes en el tiempo y hechicería, incluyendo Magik, Bestia, Chamán, Cable, Wiccan, Doctor Doom, Bruja Escarlata, Pantera Negra y Doctor Strange, quienes se niegan a ayudarlo debido a la forma en que su plan podría afectarlo. la corriente de tiempo Desesperado y sin opciones, Logan irrumpe en el sótano: una súper prisión de máxima seguridad. Después de someter a los guardias, Logan se enfrenta a Spider-Man, a quien distrae liberando a algunos de los presos. Logan luego entra a la celda de Asmodeus, un sirviente de Satannish y le hace una oferta. Asmodeus le dice a Logan que lo ayudaría en su misión si recogía algunas de sus cosas. Después, Asmodeus comienza a ayudar a Logan en su misión de rescatar a Bruce Banner Jr.
Durante la historia de Civil War II, la última visión de Ulysses Cain lo tiene en Wastelands, donde conoce a Logan después de que salva a Ulysses de Hulk. Ulises se entera de que los Inhumanos salidos de la Tierra cuando Tony Stark "empujó a ella demasiado lejos".
Durante la historia de Inhumans vs. X-Men, Inferno e Iso escapan a través de Eldrac para alejarse de Wolverine (X-23) solo para terminar encontrándose con Logan. Mientras Inferno distrae a Logan, Iso descubre a Forja cerca con un dispositivo que los X-Men planean usar para destruir la nube Terrigena. Iso e Inferno logran derrotar a Logan y Forja y luego huyen mientras toman prisionero a Forja.
Durante la historia de Monsters Unleashed, Logan aparece luchando contra Leviathons en Louisiana y recibe ayuda de Monstrom.
Durante el evento RessurXion, Logan es visto como un miembro del nuevo Equipo Dorado de X-Men de Kitty Pryde.
Mientras pasa un tiempo a solas en el bosque como parte de la historia de "Armas de Destrucción Mutante", Logan es atacado por los cyborgs Arma X, forzándolo a unirse con Sabretooth para enfrentar la iteración actual de la organización, cuyo objetivo es cazar mutantes a la extinción.
Recientemente, Viejo Logan, Lady Deathstrike y Sabretooth fueron capturados por un grupo de terroristas antimutantes llamados los Huérfanos X y todos fueron asesinados, con todas sus cabezas destruidas por balas cubiertas de metal de Muramasa y sus factores de curación anulados temporalmente hasta que rescatado por X-23 Wolverine.

## Otras versiones

### Fantastic Four
Viejo Logan y Bruce Banner Jr. se presentan brevemente durante una escena en la que los nuevos Defensores dirigidos por una anciana Susan Storm viajan en el tiempo para usar energía cósmica para restaurar su mundo.

### Venomverso
En un crossover de Venomverso, esta versión de Viejo Logan plantea a Bruce Jr. durante 15 años antes de contarle sobre su verdadera ascendencia. Bruce Jr. deja enojado a su padre adoptivo mientras Logan es encontrado por Arcángel quien evadió ser asesinado por los villanos.

## En otros medios

### Película
Los elementos del Viejo Logan se incorporan a la encarnación de Logan de la serie de películas X-Men (interpretado por Hugh Jackman).
- En The Wolverine (2013), Logan inicialmente se abstiene de desenvainar sus garras y se siente atormentado por la culpa y la depresión después de que se vio obligado a matar a Jean Grey para detener la Fuerza Fénix años antes durante los eventos de X-Men: The Last Stand. Mientras está en Japón, se ve envuelto en un complot de Ichirō Yashida para robar su factor de curación después de que este último le encarga a Viper que inyecte en secreto a Logan un parásito convertido en arma para degradar su curación.
- En Logan (2017), que presenta una premisa original y se desarrolla en una línea de tiempo separada en comparación con la historia del cómic original,[38]un Logan anciano lucha para proteger a Charles Xavier, más tarde Laura, a pesar de sus poderes fallidos antes de ser asesinado en combate por un clon de él mismo llamado X-24 mientras protege a Laura y un grupo de niños mutantes.
- En Deadpool & Wolverine (2024), Deadpool une fuerzas con una variante de realidad alternativa de Logan que le falló a su mundo para luchar contra Cassandra Nova, quien ha establecido una base para sí misma en el Vacío a través del cadáver de un Hombre Gigante. Además, Jackman hace un cameo sin hablar como una variante separada de Logan basada en la encarnación del cómic de Viejo Logan.[39]

### Videojuegos
- Las encarnaciones de Viejo Logan de Emma Frost, Hawkeye y Wolverine están disponibles como trajes alternativos para los personajes respectivos de Marvel Heroes.[40][41][42]
- Viejo Logan es un personaje jugable en el juego móvil Marvel: Contest of Champions.[43]
- Viejo Logan es un personaje jugable en el juego móvil Marvel Puzzle Quest.[44]

## Ediciones recopiladas
| Título                                          | Material recolectado                                            | Fecha de publicación     | ISBN              |
| ----------------------------------------------- | --------------------------------------------------------------- | ------------------------ | ----------------- |
| Wolverine: Old Man Logan                        | Wolverine Vol. 3 #66–72, Giant-Size Old Man Logan #1            | 22 de septiembre de 2010 | 978-0785131724    |
| Wolverine: Old Man Logan Vol. 0: Warzones       | Old Man Logan Vol. 1, #1–5                                      | 8 de diciembre de 2015   | 978-0785198932    |
| Wolverine: Old Man Logan Vol. 1: Berzerker      | Old Man Logan Vol. 2, #1–4, Wolverine: Old Man Logan Giant-Size | 26 de julio de 2016      | 978-0785196204    |
| Wolverine: Old Man Logan Vol. 2: Bordertown     | Old Man Logan Vol. 2, #5–8, Uncanny X-Men #205                  | 25 de octubre de 2016    | 978-0785196211    |
| Wolverine: Old Man Logan Vol. 3: The Last Ronin | Old Man Logan Vol. 2, #9–13                                     | 27 de diciembre de 2016  | 978-1-302-90314-5 |
| Wolverine: Old Man Logan Vol. 4: Old Monsters   | Old Man Logan Vol. 2, #14–19                                    | 13 de junio de 2017      | 978-1-302-90573-6 |
| Wolverine: Old Man Logan Vol. 5: Past Lives     | Old Man Logan Vol. 2, #19–24                                    | 3 de octubre de 2017     | 978-1302905743    |
| Wolverine: Old Man Logan Vol. 6: Days of Anger  | Old Man Logan Vol. 2, #25–30                                    | 6 de febrero de 2018     | 978-1302905750    |